# 安德雷·帕拉霍金
安德雷·帕拉霍金（俄语：Андрей Параходин，1990年7月29日—），俄羅斯男子羽毛球運動員。

## 簡歷
2015年5月，安德雷·帕拉霍金出戰里加羽毛球國際賽，與安娜斯塔西亚·切尔维亚科娃合作贏得混合雙打冠軍；二人在緊接進行的立陶宛羽毛球國際賽，又拿下了混合雙打亞軍。

## 主要比賽成績
只列出曾進入準決賽的國際賽事成績：
| 年份   | 賽事                 | 公開賽級別 | 項目     | 拍檔                      | 成績   |
| ------ | -------------------- | ---------- | -------- | ------------------------- | ------ |
| 2014年 | 瑞士羽毛球國際賽     | 國際挑戰賽 | 混合雙打 | 安娜斯塔西亚·切尔维亚科娃 | 準決賽 |
| 2015年 | 里加羽毛球國際賽     | 未來系列賽 | 混合雙打 | 安娜斯塔西亚·切尔维亚科娃 | 冠軍   |
| 2015年 | 立陶宛羽毛球國際賽   | 未來系列賽 | 混合雙打 | 安娜斯塔西亚·切尔维亚科娃 | 亞軍   |
| 2016年 | 愛沙尼亞羽毛球國際賽 | 國際系列賽 | 混合雙打 | 安娜斯塔西亚·切尔维亚科娃 | 準決賽 |
| 2017年 | 芬蘭羽毛球公開賽     | 國際挑戰賽 | 混合雙打 | 纳塔莉亚·罗戈娃           | 準決賽 |
| 2017年 | 俄羅斯羽毛球大獎賽   | 大獎賽     | 混合雙打 | 纳塔莉亚·罗戈娃           | 準決賽 |
| 2018年 | 愛沙尼亞羽毛球國際賽 | 國際系列賽 | 男子雙打 | 尼古拉·乌卡卡             | 冠軍   |
| 2018年 | 荷蘭羽毛球國際賽     | 國際系列賽 | 男子雙打 | 尼基塔·哈基莫夫           | 亞軍   |

| 2007-2017年 | 首要超級賽 | 超級賽 | 黃金大獎賽 | 大獎賽 | 國際挑戰賽 | 國際系列賽 | 未來系列賽 | 其他 |

| 2018-2026年 | 總決賽 | 超級1000賽 | 超級750賽 | 超級500賽 | 超級300賽 | 超級100賽 | 國際挑戰賽 | 國際系列賽 | 未來系列賽 | 其他 |